# Federico Piccitto
Federico Piccitto (Ragusa, 30 settembre 1976) è un politico italiano, sindaco di Ragusa dal 2013 al 2018.

## Biografia

### Istruzione e carriera politica
Dopo aver conseguito la laurea in ingegneria elettronica a Catania nel gennaio del 2003 ha  lavorato per 9 anni nel campo della progettazione di circuiti integrati e microchip come dipendente di multinazionali del settore.
Nel giugno 2012, Piccitto, è tra i fondatori del Meetup del Movimento 5 Stelle di Ragusa.

### Sindaco di Ragusa
Piccitto è candidato a sindaco di Ragusa con il Movimento 5 Stelle in occasione delle Elezioni amministrative del 2013. Al primo turno ottiene 4.732 voti, pari al 15,64% delle preferenze, accedendo in questo modo al ballottaggio, in cui viene eletto con il 69,35% delle preferenze e battendo così il candidato del centro-sinistra, Giovanni Cosentini, sostenuto da Partito Democratico, Unione di Centro, Il Megafono - Lista Crocetta e le liste civiche Ragusa Domani e Territorio.
Dopo aver deciso di non correre per un secondo mandato, conclude il proprio incarico di sindaco il 27 giugno 2018, giorno in cui gli succede il neoeletto Giuseppe Cassì.

### Candidatura al Senato
Nel 2022 viene candidato dal partito al Senato della Repubblica in vista delle elezioni anticipate nella circoscrizione Sicilia 2 all'interno del collegio plurinominale di Ragusa-Siracusa.